# Bea Binene
Beanca Marie Landero Satanas, conocida artísticamente como Bea Binene (Ciudad Quezon, 4 de noviembre de 1997) es una actriz y cantante filipina. Fue finalista en un concurso de canto llamado "StarStruck Kids" y ha participado como actriz interpretando a su personaje principal llamado "Natalie Dimaculangan" en la serie "First Time" o "Primera Hora". También ha sido una de las embajadoras de una Fundación llamada "Haribon" desde 2005, Fundación que fue fundada por niños y jóvenes.
Ha participado en un taller de actuación, donde interpretó a "Molly" en la producción de "Annie". 
Ella estaba trabajando en la red "GMA Network TV", en la serie "Reel Love Presents: Tween Hearts" interpretando a "Belinda Fortes".
También trabajó como presentadora de televisión en un programa llamado "Good News Kasama si Vicky Morales", difundida por la red "GMA News TV".
Su primer personaje como protagonista principal fue en la serie "Alice Bungisngis and her Wonder Walis", con Jake Vargas, Derrick Monasterio y Lexi Fernández.

## Vida personal
Además de sus compromisos con el mundo del espectáculo, también es una atleta de wushu activa. Compitió en el Campeonato Nacional de Wushu de 2010 y ganó una medalla de bronce. Bea es católica practicante.

## Televisión
| Año          | Título                                | Personaje                               | Canal       |
| 2013         | Sunday All Stars                      | Herself/Performer                       | GMA Network |
| 2013         | Home Sweet Home                       | Lucy Buena                              | GMA Network |
| 2013         | Maynila: Txtm8, Luvm8                 | Sheiden                                 | GMA Network |
| 2013         | Vampire Ang Daddy Ko                  | Bebe                                    | GMA Network |
| 2013         | Indio                                 | Teenage Rosa                            | GMA Network |
| 2012         | Maynila: Perfect Someone              | Lily                                    | GMA Network |
| 2012         | Cielo de Angelina                     | Angelina Nantes                         | GMA Network |
| 2012         | Maynila: I Love You and I Know It     | Pauleen                                 | GMA Network |
| 2012         | Pepito Manaloto: Ang Tunay Na Kwento  | Ericka                                  | GMA Network |
| 2012         | Luna Blanca (Book 2)                  | Teenage Luna                            | GMA Network |
| 2012         | Maynila: Biyaheng Puso                | Cora                                    | GMA Network |
| 2012         | Alice Bungisngis and her Wonder Walis | Alice Asunción-Fernández/Daisy Reyes    | GMA Network |
| 2011         | Maynila: Affairs of the Past          | Isay                                    | GMA Network |
| 2011         | Pahiram ng Isang Ina                  | Bernadette "Berna" Cortez               | GMA Network |
| 2011         | Spooky Nights: Bahay ni Lolo          | Herself                                 | GMA Network |
| 2011         | Maynila: Tatay's Girl                 | Eunice                                  | GMA Network |
| 2011         | Pepito Manaloto                       | Stephanie                               | GMA Network |
| 2011         | Captain Barbell                       | Misha Balangge/Blade                    | GMA Network |
| 2011–present | Good News                             | Herself/Good News Girl (Segment Anchor) | GMA News TV |
| 2010         | Maynila: Voice of the Heart           | Joy                                     | GMA Network |
| 2010         | Maynila: The Best Girl                | Lalay                                   | GMA Network |
| 2010         | Ilumina                               | Tina Roque/Evelina Abella               | GMA Network |
| 2010-2012    | Reel Love Presents: Tween Hearts      | Belinda "Belle" Fortes                  | GMA Network |
| 2010         | First Time                            | Natalie Dimaculangan                    | GMA Network |
| 2010-2013    | Party Pilipinas                       | Herself/Performer                       | GMA Network |
| 2009–2010    | SOP Fully Charged                     | Herself/Performer                       | GMA Network |
| 2009         | Dear Friend: My Christmas List        | Jillian                                 | GMA Network |
| 2008         | Kaputol ng Isang Awit                 | Young Mimay                             | GMA Network |
| 2008         | Joaquin Bordado                       | Liza                                    | GMA Network |
| 2007         | Pati Ba Pintig ng Puso                | Young Jenna                             | GMA Network |
| 2005–2006    | Bahay Mo Ba 'To                       | Junabeth Mulingtapang                   | GMA Network |
| 2004–2009    | Lovely Day                            | Co-host                                 | GMA Network |
| 2004         | StarStruck Kids                       | Apply/Final6                            | GMA Network |

## Filmografía
| Año  | Título                          | Personaje       | Producción                  |
| 2012 | Delusyon                        | Barbi           | Gilbert Obispo Films        |
| 2012 | My Kontrabida Girl              | Joyce Bernal    | GMA Films                   |
| 2011 | Ang Panday 2                    | Warrior         | GMA Films& IMUS Productions |
| 2011 | Tween Academy: Class of 2012    | Georgina/George | GMA Films                   |
| 2010 | Si Agimat at Si Enteng Kabisote | Roja            | GMA Films                   |

## Discografía

### Álbum de estudio
| Artista    | Álbum                                        | Pistas | Año         | Reconocimiento                  | Certificación                                                             |
| ---------- | -------------------------------------------- | --- | ----------- | ------------------------------- | ------------------------------------------------------------------------- |
| Bea Binene | Hey It's Me, Bea!                            | Urong Sulong Hey It's Me Mahal Kita, Walang Iba Sayang na Sayang Mahal Kita, Walang Iba (duet with Jake Vargas) Minus One of all the songs                                                        | August 2012 | PolyEast Records Galaxy Records | Gold Record Status (November 2012) Platinum Record Status (December 2012) |
| Bea Binene | "Hey It's Me, Bea! Limited Christmas Edition | Ako Ang Nauna (Bumati Sa Inyo) Miss Kita Kung Christmas Urong Sulong Hey It's Me Mahal Kita, Walang Iba Sayang na Sayang Mahal Kita, Walang Iba (duet with Jake Vargas Minus One of all the songs | 2012        | PolyEast Records Galaxy Records |                                                                           |